# Foto aerea con l'aquilone

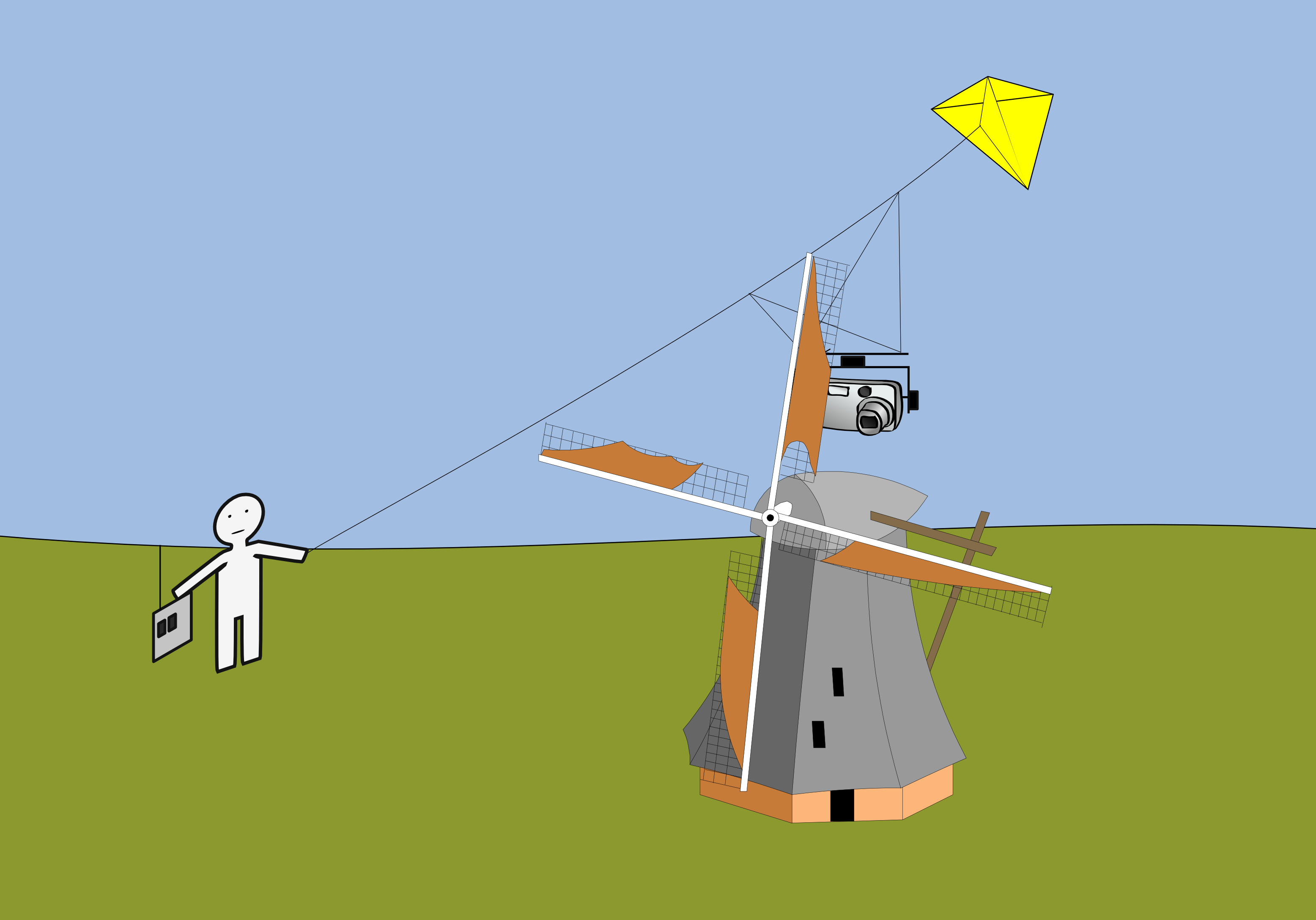
Il concetto di KAP

La foto aerea con l'aquilone (in inglese: Kite Aerial Photography, KAP) è sia un hobby che un tipo di fotografia. La macchina fotografica viene sollevata con l'ausilio di un aquilone e lo scatto è azionato remotamente o in maniera automatica. L'insieme del supporto e della macchina fotografica sospesa può variare da una struttura estremamente semplice come può essere un meccanismo di scatto applicato ad una macchina usa e getta, fino ad arrivare a apparati molto complessi che utilizzano radiocomandi per l'orientamento e lo scatto associati a fotocamere digitali. La foto aerea con l'aquilone può essere in alcuni casi una valida alternativa ad altre forme di fotografia aerea.

## Fotocamera e apparati per la stabilizzazione

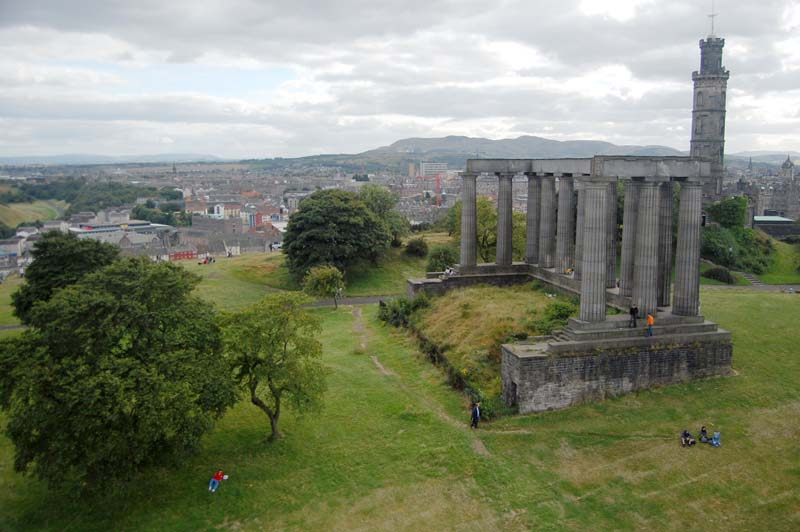
Foto aerea dall'aquilone di Calton Hill, Edimburgo

La fotocamera può essere attaccata direttamente all'aquilone ma generalmente viene sospesa ad un supporto legato al filo di ritenuta, fissato ad una certa distanza dall'aquilone. Questa distanza attenua in parte i movimenti trasmessi dall'aquilone alla fotocamera e permette all'aquilone di arrivare a volare ad una certa quota per ottenere la desiderata stabilità, prima di sospendere la macchina fotografica al filo di ritenuta.
Quando è possibile la fotocamera è impostata per l'utilizzo di tempi di esposizione veloci per ridurre la possibilità di ottenere immagini mosse. Le fotocamere provviste di stabilizzatore interno diminuiscono questo inconveniente. Per ottenere immagini con i bordi paralleli all'orizzonte, si usa un metodo di sospensione autolivellante.

### Sospensione a pendolo

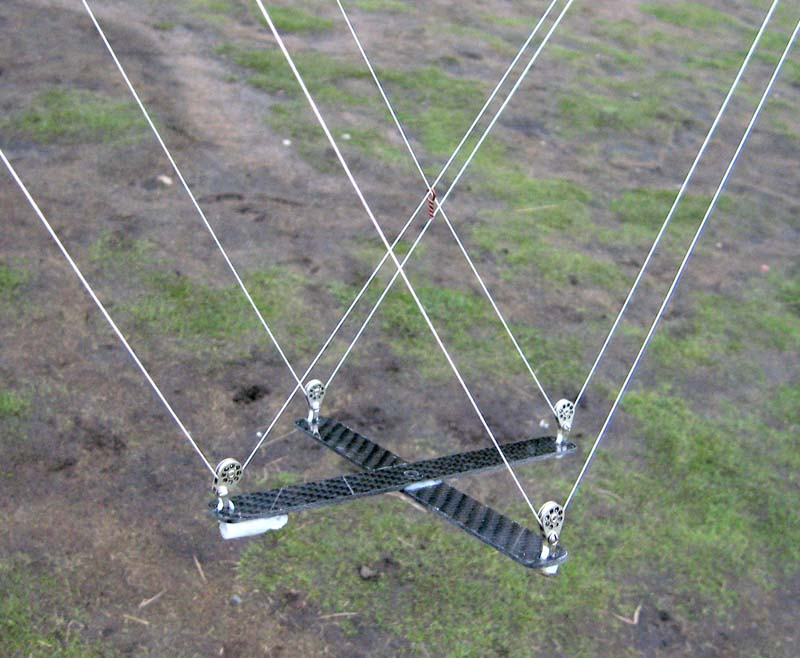
Il Picavet

Il metodo di sospensione più semplice consiste nel attaccare la stessa ad un supporto di materiale rigido con una forma allungata. La forza di gravità mantiene il supporto e la fotocamera orizzontale, indipendentemente dall'angolo del cavo di ritenuta. Questo pendolo oscillerà a causa dei movimenti del filo di ritenuta e per effetto della pressione del vento, ma la fotocamera rimarrà più stabile e più orizzontale piuttosto che una macchina priva della sospensione a pendolo. Per diminuire le oscillazioni e quindi migliorare questo metodo a volte vengono applicate delle vele a forma di diedro.

### Picavet
Il Picavet, dal nome del suo inventore Pierre Picavet, consiste in un telaio a forma di croce appeso a due punti del cavo di ritenuta dell'aquilone. Un unico filo connette i vertici della croce e i due punti di fissaggio sul cavo di ritenuta. Il filo scorre in degli occhielli o delle piccole carrucole in modo che il peso del supporto e dalla fotocamera faccia sì che questa si posizioni in maniera automatica in orizzontale. Le dimensioni e la forma del Picavet possono variare a seconda che si voglia privilegiare la stabilità o la trasportabilità.

## Meccanismo di scatto e orientamento della fotocamera
Lo scatto può essere azionato in vari modi, a seconda del tipo di fotocamera e della complessità dell'elettronica del supporto, quando questa è presente.
I meccanismi di scatto possono consistere di un servomeccanismo radiocontrollato che preme il pulsante di scatto, o un telecomando a infrarossi o un comando remoto via filo (elettrico o meccanico), o l'utilizzo di un programma di temporizzazione (in inglese chiamato "intervalometer"). Sarebbe auspicabile subordinare il raggiungimento della quota desiderata per le riprese prima dell'inizio delle operazioni di scatto, per evitare scatti inutili durante le operazioni di lancio.
Attaccare la fotocamera direttamente all'aquilone può introdurre difficoltà nel suo orientamento. Se la fotocamera è montata su di un "telaio", questo può essere progettato in modo che possa ruotare verticalmente e orizzontalmente, per ottenere il livellamento della fotocamera. Le variazioni di orientamento sui due assi verticale e orizzontale possono essere predeterminate a terra oppure durante il volo tramite servomeccanismi radiocontrollati, o da un controllo automatico a bordo del "telaio di sospensione". Generalmente vengono usati i radiocomandi commerciali del tipo per aeromodelli. I servomeccanismi possono essere facilmente adattati alle esigenze della foto aerea. Sono stati sviluppati diversi meccanismi di controllo automatico che possono scattare foto e spostare la fotocamera di un angolo programmato ripetutamente.

## Aquilone
L'aspetto più importante da valutare nella scelta dell'aquilone per realizzare la foto aerea è la stabilità. Generalmente si utilizzano aquiloni ad un solo cavo (statici) che richiedono molto meno interventi di controllo da parte dell'aquilonista rispetto agli aquiloni acrobatici.
Quasi tutte le forme di aquilone statico possono essere usate per sollevare la macchina e il suo supporto (fino a circa 500 grammi). Man mano che il peso da sollevare aumenta, vengono scelte specifiche forme di aquilone per le loro caratteristiche di volo, come il carico utile, l'intervallo di velocità del vento supportata, l'angolo di attacco e la facilità di lancio. I più comunemente usati sono il parafoil, il rokkaku, il delta (compresa la sua variante delta conyne).
Fra questi il parafoil sembra essere il più diffuso per l'alto carico utile generato e per il vantaggio di essere privo di telaio rigido, cosa che gli permette di essere riposto in sacche flosce di piccole dimensioni (relativamente alla loro superficie in assetto di volo). Gli aquiloni provvisti di telaio come il rokkaku o il delta tendenzialmente hanno un angolo di attacco più alto dei parafoil, con il vantaggio di poter essere utilizzati in campi di volo di dimensioni più limitate. Un angolo di attacco più elevato permette il sollevamento di un carico più pesante.

## Storia

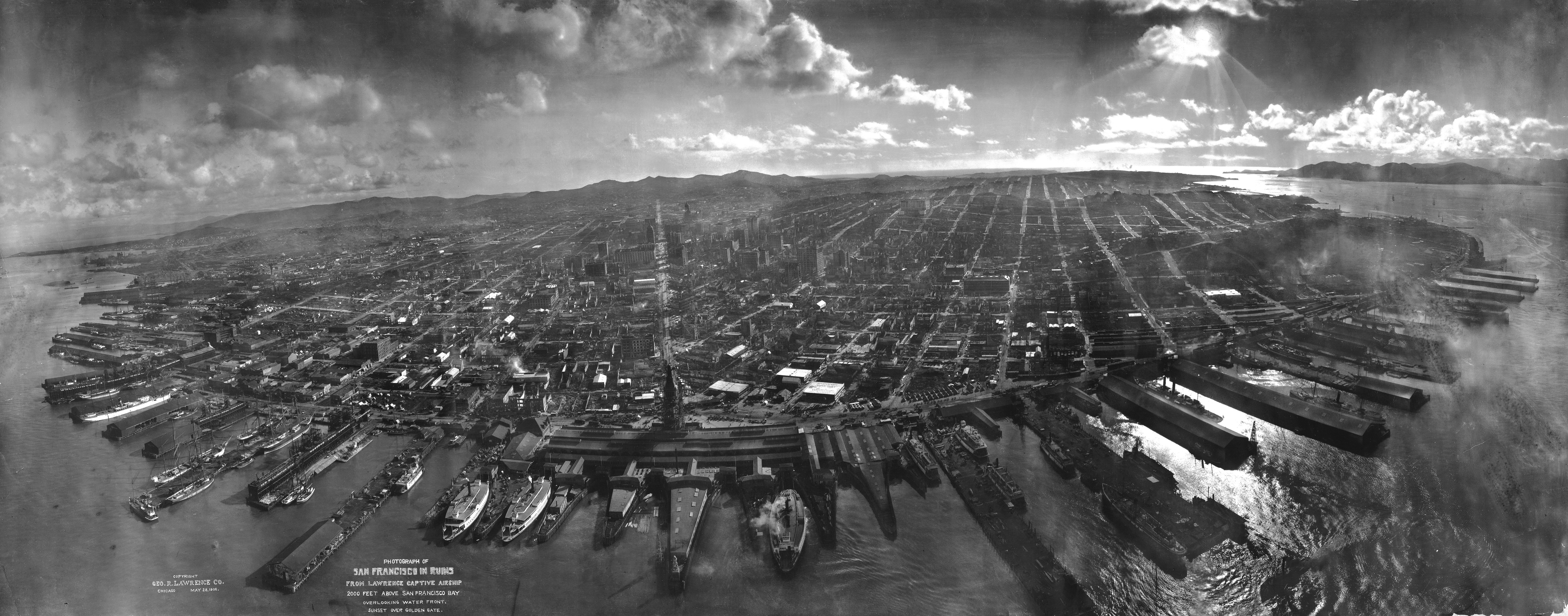
Foto aerea dall'aquilone di San Francisco dopo il terremoto del 1906

La prima foto aerea con l'aquilone fu realizzata dal meteorologo inglese Douglas Archibald nel 1887 e successivamente da Arthur Batut a Labruguière (France) nel 1888.
La pratica della foto aerea con gli aquiloni fu migliorata dal francese Marcel Maillot, dall'inglese Robert Baden-Powell, dagli americani Charles Lamson e William Abner Eddy, dall'australiano Lawrence Hargrave (inventore dell'aquilone cellulare aquilone nel 1893 e del treno di aquiloni nel 1884) e dal capitano francese Saconney.
La famosa immagine di San Francisco dopo il terremoto del 1906 (qui a destra) fu realizzata dal pioniere della foto aerea George Lawrence utilizzando una fotocamera panoramica di grande formato e un supporto stabilizzato da lui progettato.
L'avvento di internet, la diffusione commerciale di fotocamere digitali leggere ed economiche, dei radiocomandi e della microelettronica hanno reso la fotografia aerea con l'aquilone molto popolare.
Negli ultimi anni sono apparsi sul mercato scatole di montaggio che permettono l'assemblaggio di un sistema di foto aerea con l'aquilone anche a chi non è un esperto del settore.
L'utilizzo pratico e commerciale della foto aerea con gli aquiloni è limitato dalle condizioni atmosferiche (presenza di vento, o pioggia) e dal fatto che non sempre è possibile far volare aquiloni. Innalzare aquiloni vicino a costruzioni o sottovento rispetto a grandi alberi può essere problematico a causa di forti turbolenze.